# 埃莱娜·比内娃
埃莱娜·斯拉夫切娃·比内娃（1999年9月18日—），保加利亚艺术体操运动员，2014年夏季青年奥运会集体全能银牌得主、2018年欧洲艺术体操锦标赛3人球操+2人绳操金牌得主、团体和集体全能铜牌得主。